# Młyniec (województwo lubelskie)
Młyniec – wieś w Polsce położona w województwie lubelskim, w powiecie bialskim, w gminie Biała Podlaska.
| SIMC    | Nazwa        | Rodzaj    |
| ------- | ------------ | --------- |
| 1021560 | Złamany Most | część wsi |

W latach 1975–1998 miejscowość administracyjnie należała do województwa bialskopodlaskiego.
Wieś jest sołectwem w gminie Biała Podlaska. Według Narodowego Spisu Powszechnego z roku 2011 wieś liczyła 121 mieszkańców.
Wierni Kościoła rzymskokatolickiego należą do parafii św. Anny  w Białej Podlaskiej.